# Мтакаста
Ассири́йская демократи́ческая организа́ция (сир. ܡܛܟܣܬܐ ܐܬܘܪܝܬܐ ܕܝܡܩܪܛܝܬܐ; сокр. АДО), также известна как Мтакаста — левоцентристская политическая партия, действующая на территории Сирии. Основана в 1957 году и является старейшим политическим объединение ассирийцев в этой стране. Мтакаста создавалась в качестве национального, политического и демократического движения, целью которого была заявлена защита ассирийского народа и его интересов. Лидер партии — Габриэль Моше Гаврие, в настоящее время находится под арестом. Деятельность Мтакасты фактически запрещена сирийскими властями, к которым организация находится в оппозиции. В 1978 году от АДО откололась Ассирийская демократическая партия, ориентированная на восточных ассирийцев долины Хабур.